# Syreregn (band)
|  | For den sure nedbørstype syreregn |
 Denne artikel bør gennemlæses af en person med fagkendskab for at sikre den faglige korrekthed.

Syreregn er en dansk power-trio der spiller bluesbaseret syrerock, med stærke inspirationer fra 60'erne og 70'erne's rock-artister. Gruppens lyd bygger på klassiske blues-rundgange, såvel som de mere psykedelisk orienterede og udsvævende melodi-stykker. Fælles for de fleste af deres sange, er dog et repetitivt tema som danner grundlag for de senere musikalske udskejelser. Lyrisk befinder Syreregn sig både i det danske tekstunivers, såvel som det engelsk. Denne fremgangsmåde er et godt eksempel på hvor kraftigt inspirerede de er af Young Flowers, da de ligeledes har gjort det på denne måde.

## Historie

### Starten – Patienterne & Mandagsjam
I 2006 var Syreregn "Stifter" Thor Boding, Guitarist og sanger i det kraftigt Røde Mor inspirerede Protest-rock band "Patienterne" Hvor også Rasmus Kurdahl spillede med. I denne periode Mødte de Jakob, gennem nogle mandags jam-aftenener i et kollektiv hvor Jakob boede. (Her boede han blandt andet sammen med Larica-sanger Kristian Nielsen).
I denne periode bliver det besluttet at der skal spilles noget syre, og Syreregn roder derfor rundt i en masse forskellige konstellationer. I 2008 beslutter den daværende Syreregn-guitarist sig dog for at hellige sig den religiøse del af sit liv, og Syreregn står derfor uden guitarist. Thor Boding ringer derfor til Jakob, da han fra jam aftenenerne ved at Jakob ville kunne magte opgaven i Syreregn. – og Jakob takker pænt ja tak.

### OCD & Fly With Us
Tidligt i 2009 beslutter Rasmus Kurdahl sig for at stoppe i Syreregn, da han ønsker at gå i en anden retning rent musikalsk. Vel at mærke en retning som ikke kunne forenes med den bluesede attitude og udsvævende udtryk i Syreregn. Kurdahl indgår dog en aftale med Møller og Boding om at fungere som Session-musiker på én enkelt plade, hvorefter de må finde en erstatning for ham.
Syreregns debutplade OCD udkom i 2009 på selskabet Jawbreaker og modtog forholdsvist gode anmeldelser, hvori trioen dog blev kritiseret for manglende originalitet, men samtidig fik anerkendelse for deres høje musiktekniske niveau.
Efter udgivelsen af OCD stod Syreregn uden trommeslager, så der blev endnu engang gjort meget ud af at erstatte et tidligere medlem. Så en dag, faldt Thor Boding i snak med trommeslager Kim Bat, fra metalbandet Crossfall. Snakken gik på at Crossfall var gået i opløsning, og at Syreregn manglede en trommeslager. Dernæst blev det (Ifølge Boding) vedtaget i en rødvinsbrandert, at "det sgu da skal prøves!". Kort tid derefter sluttede Kim Bat sig til Syreregn.
I selskab med Kim Bat, og med den nye udgivelse i bagagen, drog Syreregn på turné med Nicolai Vilhelm Tell & The Teacompany i 2010, under navnet "Fly With Us Tour". Turnéen bragte dem rundt omkring på Sjælland, såvel som Fyn og Jylland. Turnéen med Nicolai Vilhelm Tell & The Teacompany forbedrede Syreregns live-optræden drastisk og tilførte et væld af nye psykedelisk elementer til de allerede indspillede numre fra pladen OCD.
"Fly With Us" turnéen blev afsluttet med et job på Stars i Vordingborg, hvor dele af Syreregns optræden er blevet foreviget i form af live-pladen "Fly With Us", som kun er blevet udgivet i et begrænset antal.

### "First we take Manhattan, then we take Berlin!"
Hen omkring efteråret 2010 lykkedes det Syreregn at booke jobs på henholdsvis Bar 9 og The National Underground i New York, som et direkte resultat af tæt dialog mellem Thor Boding, og en Singer/Songwriter der var mere eller mindre fast inventar i miljøet. For at kunne finansiere turen til New York, forsøgte Syreregn at sende en venlig hilsen til Iceland Express med beskeden om at de var et ungt, skandinavisk band der skulle over og spille musik i New York. I denne venlige hilsen vedlagde Syreregn et link til deres musik som referencekilde, da Iceland Express da skulle vide hvad det drejede sig om.
Takket være Jakob Møllers bidrag til OCD-pladen "Sol Over Reykjavik" lykkedes det Syreregn at få sponseret 3 tur-retur billetter til New York, så de kunne indtage New York.
Turen til New York blev en umiddelbar succes, på trods af at der absolut intet relationsgrundlag var mellem Syreregn og publikum. Det var ikke familie eller venner der var mødt op – det var et musikinteresseret publikum.
I slipstrømmen af New York turen, indser trommeslager Kim Bat, at han samtidig med at skulle balancere arbejde og familieliv ikke også vil kunne magte Syreregn. Han beslutter sig derfor for at stoppe som trommeslager i Syreregn.
Efter New York turen stod Syreregn atter engang uden trommeslager, men denne gang var problemet endnu større – der var booket jobs der skulle spilles. Bandet besluttede sig derfor for endnu engang at indkalde tidligere trommeslager Rasmus Kurdahl som en mere eller mindre fast afløser (selvom andre trommeslagere dog også har været indkaldt) indtil den rette afløser kunne findes.
Omkring midten af 2011 lykkedes det så Syreregn at få en fod indenfor døren hos Magnificent Music og Bad Deal Agency. Partnerskabet mellem disse selskaber, og Thor Bodings "Blue Beetle Records & Booking" førte til jobs med mange af de store danske syrenavne såsom Highway Child og Fuzz Manta.
I efteråret 2011 drog Syreregn til Tyskland på en mini-turné. Turen til Tyskland viste sig at være en succes, både for Syreregns medlemmer som personer, samt for bandets omdømme. Syreregn har i kølvandet på minituren, fået lov til at spille på det legendariske tyske spillested White Trash i Berlin, hvilket i sig selv, vidner om en god modtagelse af det tyske publikum.
Syreregn afslutter 2011 med en koncert på BETA som opvarmning for det efterhånden legendariske svenske band "Siena Root". Dette bliver den sidste Syreregn koncert i minimum 6 måneder, da bandet har udtalt at de vil fokusere på at lave en ny plade.

## Diskografi
- OCD (2009)
- Skabt værk består (2014)
- Cogito Ergo Sum (2019)